# Gischow
Gischow é um município da Alemanha localizado no distrito de Parchim, estado de Mecklemburgo-Pomerânia Ocidental.
Pertence ao Amt de Eldenburg Lübz.